# Жуковські городища
Жуковські городища — археологічні пам'ятки бронзової доби й середньовіччя біля села Жуківка Зубово-Полянського району Мордовії.

## 1-ше городище «Ош-Панда»
1-е городище («Ош-Панда») розташоване за 0,7 км на схід від села, на мису, утворене 2 глибокими ярами. Має 3 межі оборонних споруд з валів й ровів. Загальна довжина 350 м й ширина з напільного боку 120 м.
Основна частина (цитадель) по периметру захищена валом висотою 1-4 м. З напільного боку — рів глибиною до 3 м. Довжина майданчика 200 м, ширина — до 80 м.
Досліджували А. О. Гейкель у 1885 році, О. А. Спіцин у 1892 році, С. П. Вернер у 1940 році, М. Ф. Жиганов у 1957 році, В. В. Гришаков у 1983 році.
Виявлено фрагменти ліпного давньомордовського посуду та гончарного посуду булгарського типу.
1-е городище датується 1000—1240 роками.
За переказами, що записані у 19 сторіччі І. І. Дубасовим, тут жив мордовський ватажок Тюштя.

## 2-ге городище «Городок»
2-е городище («Городок») — за 1,5 км на північ від села, теж на мисі, що утворено ярами. Збереглися 2 межі оборонних споруд. Довжина основного майданчика 150 м, ширина — 60 м. З напільного боку розташовані вал висотою 3 м та рів глибиною 2 м.
Городище розкопано В. І. Віхляевим у 1976-77 роках, коли було розкрито 200 м². Виділено знахідки бронзової доби та середньовіччя (1000—1240 роки). Виявлено залишки горна для випалювання глиняного посуду, шиферне пряслице, залізні наконечники стріл, намисто.
Разом з давньомордовською ліпною керамікою виявлено червоне гончарну, що близька до посуду Волзької Булгарії.

## 3-тє городище
3-е городище відкрив в 1960-ті роки Б. Є. Смирнов. Городище, ймовірно, доповнювало 1-е. Збереглися залишки невеликого валу й рову. Довжина майданчика близько 200 м, ширина - до 100 м.